# Leucadendron sorocephalodes
Espèce

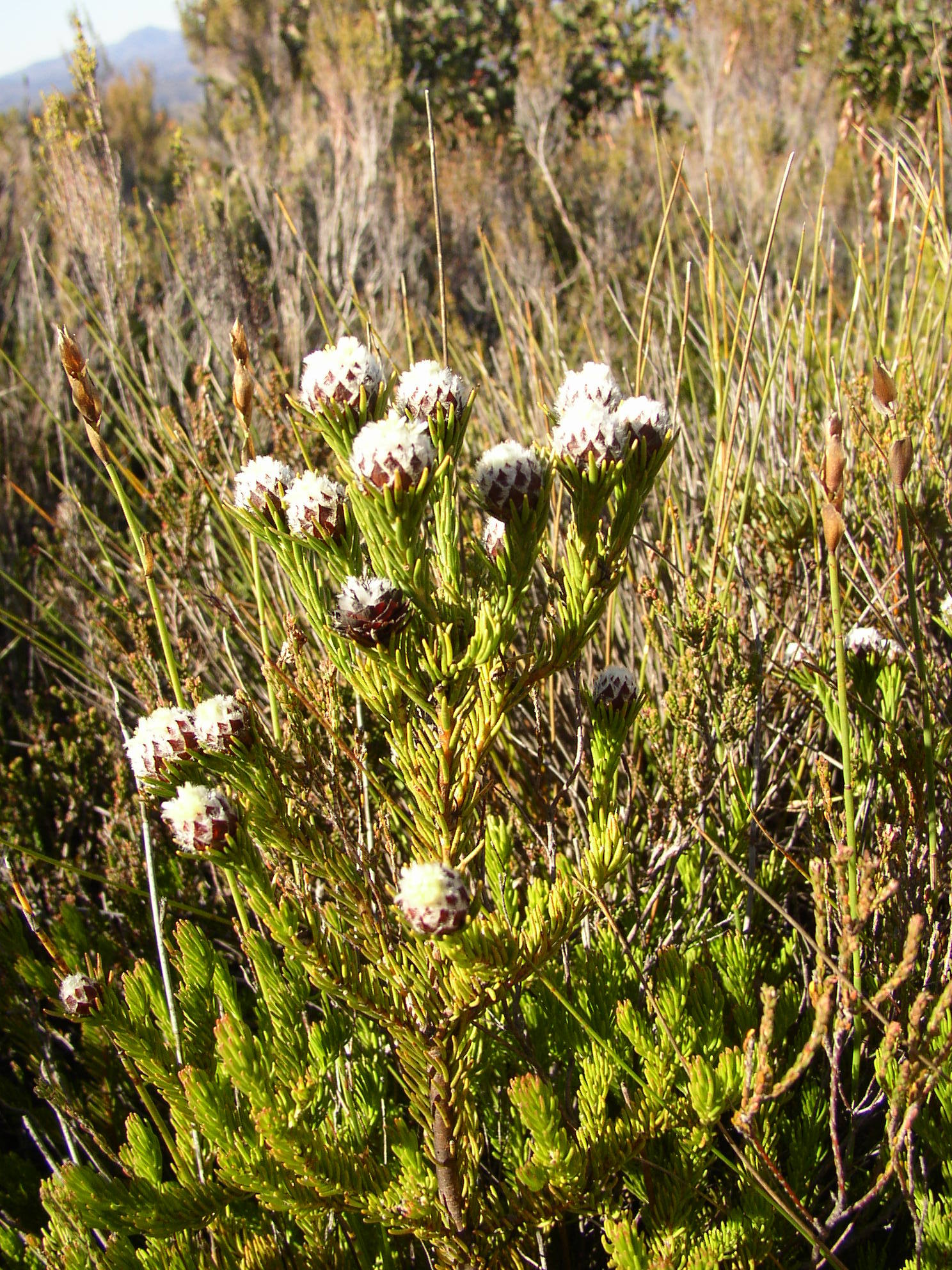

Leucadendron sorocephalodes est une espèce de plantes à fleurs de la famille des Proteaceae. Cet arbuste à fleurs, originaire du Cap-Occidental et du Cap-Oriental en Afrique du Sud, fait partie du fynbos,

## Description
Leucadendron sorocephalodes ne mesure que 30 cm de haut pour 2 m de large. Il forme un port buissonnant avec un feuillage dense. Ses feuilles allongées, lancéolées de couleur gris-vert et recouvertes d'une texture laineuse blanche et douce lui donnent un aspect et un toucher particulier. De la fin du printemps au début de l'été, cette plante produit des capitules composés de grappes de petites fleurs jaunes à dorées. Les fruits sont des structures coniques contenant des graines qui se développent après la floraison. Ces graines sont disséminées par les fourmis après les incendies.

## Répartition et habitat
Leucadendron sorocephalodes  est présent des monts Outeniqua aux monts Baviaanskloof. La plante pousse dans les rochers de grès et les pierres à une altitude de 1 300 à 1 700 m.

## Statut de conservation
L'espèce Leucadendron sorocephalodes a été évaluée en 2020 pour la Liste rouge des espèces menacées de l'UICN et est classée en « Quasi menacée ».

## Dénominations
En afrikaans, on l'appelle Wollerige tolbos, en anglais Woolly conebush.

## Systématique
Le nom correct complet (avec auteur) de ce taxon est Leucadendron sorocephalodes E.Phillips (d) & Hutch..
Leucadendron sorocephalodes a pour synonymes :
- Leucadendron scoparium E.Mey.
- Leucadendron scoparium E.Mey. ex Meisn.
- Soranthe dregei (H.Buek) Kuntze
- Sorocephalus dregei H.Buek
- Sorocephalus dregei H.Buek ex Drège
- Sorocephalus dregei H.Buek ex Meisn.
- Sorocephalus intermedius H.Buek
- Sorocephalus intermedius H.Buek ex Meisn.